# 사찰령
사찰령(寺刹令, 메이지 44년 제령 제7호)은 일제강점기의 불교 관련 제령이다.
한일 병합 조약 체결 이듬해인 1911년 6월 3일에 전문 7조와 부칙이 반포되었다. 시행규칙은 같은 해 7월 8일에 공포되었다.

## 내용
사찰령은 조선의 불교 사찰을 조선총독부 통제 하에 두었다. 사찰령에 따르면 사찰을 병합하거나 이전, 폐지할 때는 모두 조선총독부의 허가를 받아야 했다. 또한 포교 행위도 지방관의 허가를 받아야 할 수 있도록 제한하여, 종교활동 자체가 통제되었다.
조선 전국에 흩어진 사찰과 사찰에 귀속된 재산을 30개의 교구에 소속시켰다. 30개의 본산이 지정되어 각 교구마다 다른 사찰을 관리하게 되었다. 삼십본산연합사무소는 사찰령과 30본산 체제에 따른 불교계 중앙 기구로 설립되었다.

## 영향 및 평가
이 법률은 조선 불교에 대한 행정통제를 강화하고 식민지 지배구조에 불교를 예속시키기 위한 것이었다는 평가를 받는다.
사찰령 이후 주지가 갖는 권력이 비대해지고 주지와 관권과의 밀착도 강화되었다. 1936년에 《조선일보》가 〈사찰령을 폐지하라〉는 제목으로, 사찰령으로 인한 불교계의 부정적인 면을 지적한 바 있다.
반면 조선총독부 측은 사찰령이 조선 불교의 중흥을 위한 것이라고 밝혔다. 친일 성향의 승려였던 권상로는 사찰령 반포가 총독의 '밝은 정치'라고 긍정적으로 보았다.

## 같이 보기
- 삼십본산연합사무소

## 참고 자료
- 소운 (2004년 4월 1일). 〈제3장 한국불교 - 구한말과 일제시대〉. 《하룻밤에 읽는 불교》. 서울: 랜덤하우스중앙. ISBN 89-5757-280-5.